# Bonnie Tyler
Gaynor Hopkins (Neath, Gales, Reino Unido, 8 de junio de 1951), conocida por su nombre artístico Bonnie Tyler, es una cantante, compositora, empresaria y filántropa británica. Su sello es un inconfundible tono de voz ronca o áspera.
Comenzando como un cantante local en Swansea, Tyler saltó a la fama con el lanzamiento de su álbum de 1977 The World Starts Tonight y sus sencillos «Lost in France» y «More Than a Lover». Su canción «It's a Heartache» fue un éxito a ambos lados del Atlántico, alcanzando el número uno en varios países europeos y rompiendo las listas de éxitos estadounidenses. En 1979 ganó el 10.º Festival Mundial de la Canción Popular con su canción «Sitting on the Edge of the Ocean». Su carrera alcanzó su punto máximo en la década de 1980 con su colaboración con Jim Steinman, lanzando éxitos internacionales como «Total Eclipse of the Heart», «Holding Out for a Hero», «If You Were a Woman (And I Was a Man)», «Here She Comes» y «Loving You's a Dirty Job (but Somebody's Gotta Do It)».
En la década de 1990 tuvo un mayor éxito en Europa continental con sencillos como «Bitterblue» y «Fools Lullaby», con el productor alemán Dieter Bohlen (cerebro del famoso dúo Modern Talking). Tyler había continuado con su éxito en el Reino Unido y Estados Unidos.
Haciendo una reaparición a finales de 2003 en Francia, Tyler lanzó «Si demain... (Turn Around)» con Kareen Antonn, que fue número uno en Francia durante diez semanas. 
En los últimos años ha aparecido en varios programas de televisión del Reino Unido; por ejemplo, hizo un cameo en la telenovela británica Hollyoaks. Más tarde estuvo de gira con Robin Gibb en 2010 y con Status Quo en 2012. 
Su último álbum Rocks and Honey tuvo un éxito moderado en Europa, con su sencillo «Believe in Me» con el cual representó al Reino Unido en el Festival de la Canción de Eurovisión, quedando en el puesto 19 con 23 puntos. Posteriormente, Tyler ganó el premio ESC Radio a la mejor canción y la mejor artista femenina, marcándola como la primera representante del Reino Unido en recibir dos premios. Sus últimos sencillos, «This is Gonna Hurt» y «Love is the Knife» fueron lanzados en agosto y septiembre de 2013, respectivamente, y en el 2013 realizó una gira por Sudáfrica.
Tyler ha colaborado con varios cantantes incluyendo Cher, Meat Loaf, Mike Oldfield, Frankie Miller, Vince Gill y Andrea Bocelli y ha lanzado más de 30 sencillos a dúo desde 1983.
Con una carrera que abarca casi cuatro décadas, ha ganado tres premios Goldene Europa, un premio Echo, y ha sido nominada a tres Premios Brit y tres Premios Grammy. Su distintiva voz ronca, como resultado de una operación para extirpar nódulos vocales, ha tenido en ella la comparación con artistas como Rod Stewart y Kim Carnes, y se ha llegado a conocer como «La Primera Dama del Rock».

## Primeros años de vida y el inicio de Imagination
Gaynor Hopkins nació en Skewen, Neath, Gales, el 8 de junio de 1951, en una familia que incluía a tres hermanas y dos hermanos. Su padre, Glin Hopkins, trabajó en una mina de carbón y su madre, Elsie Hopkins (una amante de la ópera), compartió su amor por la música con sus hijos, y era parte del coro de la iglesia local. En la familia Hopkins, eran todos amantes de la música; «Estábamos acostumbrados a tener un muy antiguo fonógrafo», recordó Tyler, «y siempre había música en la casa». Gaynor fue criada en una profunda religiosidad como protestante. Bonnie Tyler creció escuchando la música de mujeres como Janis Joplin y Tina Turner. Concluyó sus estudios en la década de 1960, dejando la escuela sin cualificación y comenzó a trabajar en una tienda local de comestibles, y luego como cajera de supermercado.

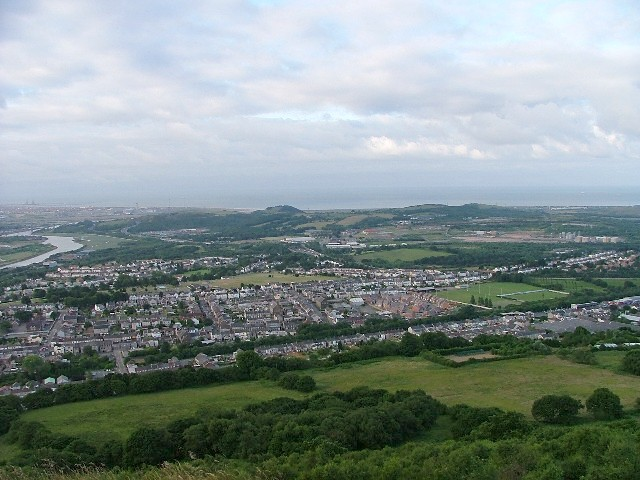
Skewen, pueblo dentro de la ciudad del condado de Neath Port Talbot, en Gales. Lugar de origen de Bonnie Tyler.

En abril de 1969, con 17 años de edad, entró en un concurso de talentos, cantando «Those Were the Days», canción de Mary Hopkins y la canción de Ray Charles «I Can't Stop Loving You», finalizando en segundo lugar (perdiendo ante un acordeonista), y ganó £ 1. Más tarde, audicionó con éxito para unirse a Bobby Wayne & The Dixies como cantante de respaldo después de encontrar un anuncio en un periódico local. Dos años más tarde, formó su propia banda llamada Imagination (no relacionada con la banda de baile británica de 1980 del mismo nombre) y cantando con ellos en los bares y clubes de todo el sur de Gales. Fue entonces cuando decidió adoptar el nombre artístico de «Sherene Davis», tomando el nombre de su sobrina y el apellido de su tía favorita. A pesar de los dos cambios de nombre, su familia y amigos todavía la conocen como Gaynor.
El 14 de julio de 1973 contrajo matrimonio con Robert Sullivan, un agente inmobiliario. En el año siguiente, Davis & Imagination cantaron «Armed and Extremely Dangerous» en el concurso British talent show New Faces, participando cuatro de los siete concursantes. Mickie Most dijo que «la chica tiene algo, pero los chicos están fuera de lugar». Avergonzada de hablar en público, Tyler comenzó a asistir a clases de dicción para suprimir su acento galés, pero renunció después de seis semanas. En 1975, Roger Bell, que trabajaba para la capilla de música de la época, visitó un club en el sur de Gales para ver algunos aspirantes de contrato discográfico, Roger Bell quedó asombrado al encontrar a Tyler cantando «Nutbush City Limits» con imaginación. Fue invitada a Londres para grabar algunos demos, y meses más tarde recibió una llamada telefónica de RCA Records deseando firmar un contrato de grabación. Antes de firmar, se le recomienda un cambio de nombre, ella recopiló una lista de apellidos y nombres de la biblia y se estableció como «Bonnie Tyler».

## Carrera

### 1976-1981: éxito inicial
En 1976, Tyler fue vista cantando la canción de Ike & Tina Turner «Nutbush City Limits» en The Townsman Club, por el equipo de composición y producción de Ronnie Scott y Steve Wolfe, que se convirtieron en sus gerentes, compositores y productores. Tyler primero comenzó grabando una canción titulada «My my Honeycomb», que no tuvo gran éxito en las listas, pero sí ganancia radiofónica local en Swansea. RCA Records aumentó el respaldo promocional de su segundo sencillo, «Lost in France», con un grupo de periodistas que estaban dando a conocer a Tyler en un castillo en Francia. El sencillo, sin embargo, no tuvo un éxito inmediato en las listas, pero creció lentamente. Después de seis semanas, «Lost in France», finalmente entró en el Top 50 del Reino Unido y alcanzó el puesto número 9, y se mantuvo ahí durante diez semanas. En medio del esfuerzo promocional que acompaña al nuevo sencillo, Tyler encontró que su voz estaba adoptando una cualidad rasgada y fue diagnosticada con grandes nódulos vocales que debían ser tratados con urgencia. Después de ser tratada, su médico le ordenó que no hablase en varias semanas; sin embargo, no lo hizo. Por tal motivo, su voz se quedó con un sonido ronco permanente que se convirtió en la marca de su carrera, haciéndole creer al principio que su carrera había finalizado. Sin embargo la carrera de Tyler continuó.
Gracias al éxito del sencillo, Bonnie Tyler recibió una nominación al premio premio Brit como mejor artista revelación británica en 1977. El segundo sencillo fue lanzado en el Reino Unido, «More Than a Lover», aunque fue prohibida su visualización en la televisión por la BBC debido al «contenido lírico inadecuado», obstaculizando el éxito de la canción, aunque el sencillo alcanzó el Top 30 en el Reino Unido. The World Starts Tonight fue visto como «un álbum lleno de promesas y de indicaciones de grandes cosas por venir», Aunque durante las entrevistas de prensa en 1976, Tyler admitió que el primer sencillo del álbum no era su estilo preferido, y que su interés estaba en la música funky.
En el verano de 1977, un nuevo sencillo titulado «Heaven» fue lanzado, obteniendo críticas mixtas y no tuvo éxito en el Reino Unido, aunque la canción llegó al Top 30 en Alemania, pero la promoción del sencillo se vio obstaculizada debido a la prematura muerte de Elvis Presley, que había desviado la capacidad de promoción de la RCA. El siguiente sencillo de Tyler fue «It's a Heartache», lo que hizo de Bonnie Tyler una estrella internacional. Su voz fue comparada con la de Rod Stewart debido a la cualidad rasgada que había desarrollado a partir de su operación de nódulos vocales en el año anterior. La canción alcanzó el número 4 en el Reino Unido, número 3 en los EE. UU., número 2 en Alemania, y también logró éxito en las listas en Francia y Australia. El sencillo llegó a ser certificado oro en los EE. UU., Canadá y el Reino Unido, y platino en Francia. Tyler obtuvo el décimo lugar como la mejor cantante femenina de Record Mirror de 1977 y también le otorgaron un premio Bravo Otto en Alemania por su éxito en Europa. El tercer sencillo, «Here Am I», seguido en la primavera de 1978, no obtuvo el éxito de «It's a Heartache» pero alcanzó el Top 20 en Alemania. Con esos dos sencillos, Tyler obtuvo el tercer y cuarto lugar en la lista de sencillos de Noruega durante una semana en 1978. Natural Force incluye un cover de la canción de Carole King «(You Make Me Feel Like) A Natural Woman». Tyler interpretó la canción en vivo en Los Ángeles delante la cantante Carole King, que se le acercó después a felicitarla por la interpretación. El éxito de Natural Force llevó a RCA Records a lanzar el primer álbum recopilatorio de Tyler. The Hits of Bonnie Tyler, que contenía varias canciones de lado A y lado B, y también contenía canciones de The World Starts Tonight, el álbum llegó al top 10 en varios países europeos y alcanzó el número uno en la lista de álbumes de Noruega.
El siguiente álbum de Tyler, Diamond Cut, fue lanzado en 1979. Una vez más, incapaz de llegar a las listas del Reino Unido, y sin éxito en los EE. UU., el álbum solo obtuvo éxito mediocre en Europa. Trazó dentro del Top 20 en las listas de álbumes suecos, y el número 42 en las listas de éxitos country de Estados Unidos. La promoción británica era limitada; Tyler canto en 1979 en el Longleat Country Music Festival en junio, junto a Johnny Cash, Rita Coolidge y Kris Kristofferson. Tyler siguió con su primera gira por Japón. El sencillo «My Guns Are Loaded» alcanzó el puesto número 3 en Francia y 10 en Canadá y su sencillo «Too Good to Last» alcanzó el número seis en España.
En el mismo año, Tyler grabó «(The World Is Full of) Married Men», el tema de la película del mismo nombre. Se convirtió en un éxito menor en el Top 40 del Reino Unido. En general, las críticas fueron negativas; el revisor de Record Mirror dijo «Bonnie deja de masticar la grava por un minuto o dos...» y continuó «ella termina lastimando mis tímpanos, Ouch». Tyler apareció en los créditos de la película interpretando la canción. De los cuatro álbumes de Tyler con Scott y la participación de Wolfe, este álbum recibió la opinión más positiva. Tomas Mureika (de Allmusic) revisó los cuatro álbumes de Tyler de 1977 a 1980, a menudo diciendo que ellos «simplemente allanaron el camino» por su trabajo en equipo con Jim Steinman. Aunque declara que Diamond Cut «pudo ser el punto culminante de su carrera temprana, y un escaparate dinamita para la inimitable voz de Tyler». La revisora de Record Mirror, Kelly Pike le dio al álbum tres de cinco estrellas, afirmando que «solo una minoría de los materiales era la celebración de su espalda», y que el álbum es «esencial para los admiradores de la música country».
El álbum final de Tyler con RCA fue Goodbye to the Island, lanzado en 1981; una colección de canciones más optimista en comparación con su anterior álbum. El álbum fue grabado principalmente en el Algarve, Portugal, con la facilidad de grabación de RAK Mobile. La canción «Sitting on the Edge of the Ocean» fue la ganadora del Gran Premio del Festival Yamaha Music celebrado en Tokio en 1979. La canción también fue grabada en español y titulada «Sola A La Orilla Del Mar», lanzada en Argentina y España en el mismo año. El sencillo «I Believe in Your Sweet Love» fue catalogado como el sencillo de la semana en 1979 por Daniela Soava de Record Mirror. El álbum recibió la calificación más baja de los cuatro álbumes de Scott y Wolfe con Tyler, recibiendo 3 de 5 estrellas de Allmusic. En este punto, fue visto por otros críticos de música que Tyler estaba «condenada a ser un one-hit wonder», aunque Tyler siguió teniendo éxito en la próxima década.
Phil Hendricks de Cherry Records dijo que Tyler «demostró una y otra vez que era uno de esos raros artistas que fue capaz de fracasar en las listas y recuperarse después de haber sufrido el menor daño colateral».
Antes de viajar a Nueva York para comenzar la cima de su carrera con Jim Steinman, Tyler grabó una canción más llamada «Sayonara Tokyo», que fue lanzada en Japón.

### 1982-1986: la colaboración de Jim Steinman y Hide Your Heart
Tyler lanzó cuatro álbumes para RCA Records de 1977 a 1981, pero estuvo cada vez más insatisfecha con la gestión de Scott y de Wolfe cuando intentaron comercializarla como una artista de música pop-country. Cuando su contrato con RCA expiró, ella firmó con David Aspden y después de ver el rendimiento de Meat Loaf con «Bat Out of Hell» en The Old Whistle Test Grey, se acercó a Jim Steinman para que fuese su nuevo productor. Ella firmó con Columbia Records en 1982. Tyler visitó Steinman en su apartamento en Nueva York en abril de 1982 con su mánager, donde le presentó a Tyler dos canciones: «Have You Ever Seen the Rain?» y «Goin' Through the Motions». En una entrevista con un diario en 1983, Tyler recordó:

«Él [Steinman] me dijo más tarde que si yo no hubiera querido esas canciones, no hubiera sido mi productor, porque se habría dado cuenta de que no estábamos pensando en los mismos términos».

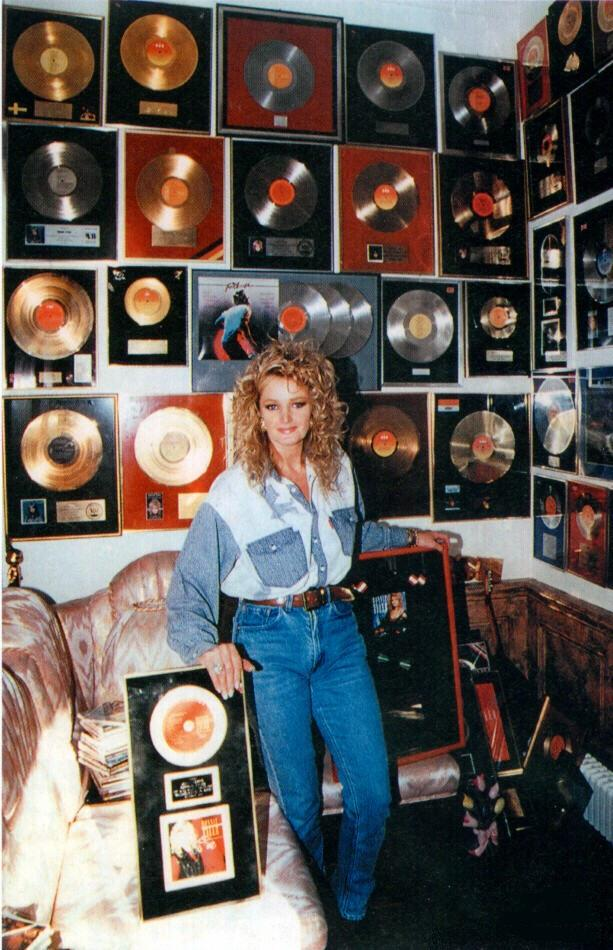
Tyler en su casa en Gales, Reino Unido, con sus discos de oro y platino.

Ella volvió a su estudio semanas más tarde, donde Steinman y Rory Dodd presentaron «Total Eclipse of the Heart» para ella. Dodd cantaría «turn around» en el sencillo. Meat Loaf afirmó que la canción fue escrita originalmente para él, pero que Epic Records se negó a pagar la cuota de derechos de autor de Steinman. Tyler ha negado que esta afirmación sea cierta. El sencillo se convirtió en el más exitoso en la carrera de Tyler, alcanzando el número 1 en el Reino Unido, Irlanda, Francia, Australia y Estados Unidos, con ventas que superaron los 9 millones. Los comentarios del sencillo fueron abrumadoramente positivos, descritos como una «canción pop cuidadosamente elaborada».
Faster Than the Speed of Night fue lanzado en primavera en Europa y en otoño en Estados Unidos en el año de 1983. El álbum ha sido considerado como «el logró más fino y más consistente en el expediente de Tyler», alcanzando el número 1 en el Reino Unido y Noruega. Su reaparición en las listas de EE. UU. fue en un momento en que casi un tercio de la Billboard Hot 100 fue ocupado por las canciones del Reino Unido, una situación que no se veía desde la década de 1960 con la Invasión británica y Beatlemania. Los comentarios sobre el álbum también fueron positivos, con los sencillos «Total Eclipse of the Heart» y «Have You Ever Seen the Rain?», está catalogado como los aspectos más destacados. Una revisión reciente de la revista de F describe varias de las canciones, simplemente como «material de relleno», pero señaló las similitudes entre muchas de las canciones a otros años 1970 y 1980, con sencillos de éxito. Ambos «Total Eclipse of the Heart» y el álbum fueron nominados a los Premios Grammy en 1984, a la Mejor interpretación vocal pop femenina y el álbum a la Mejor interpretación vocal rock femenina. Bonnie Tyler canto «Total Eclipse of the Heart» en la 26.ª Entrega Anual de los premios Grammy. El éxito del álbum llevó a que le ofrecieran a Tyler cantar el tema principal de la película de James Bond, Nunca digas nunca jamás, sin embargo, a Tyler no le gusto la canción por lo que pasó a manos de la cantante estadounidense Lani Hall. Además, la BBC pidió a Tyler representar al Reino Unido en el Festival de la Canción de Eurovisión en el 1983, aunque tampoco aceptó.
En el año siguiente, Tyler grabó «Here She Comes», escrita por Giorgio Moroder, para la versión de 1984 de la película de ciencia ficción Metrópolis. La canción fue nominada a los premios Grammy de 1985 a la Mejor interpretación vocal rock femenina.
Tyler siguió trabajando con Jim Steinman tras el éxito de Faster Than the Speed of Night, y en 1986 lanzó su segundo álbum con él, titulado Secret Dreams and Forbidden Fire. El sencillo de mayor éxito de este álbum fue «Holding Out for a Hero», que fue utilizado para la banda sonora de la película Footloose y también fue el tema principal de la serie de televisión de EE. UU. Cover Up, aunque la versión oída en la serie de televisión no era interpretada por Tyler, si no una versión de la cantante EG Daily. El álbum fue un éxito en Europa, aunque solo alcanzó el número 24 en las listas del Reino Unido y no hizo ningún impacto en las listas de éxitos estadounidenses como su predecesor. El segundo sencillo del álbum, «If You Were a Woman (And I Was a Man)», se convirtió en otro Top 10 hit en Francia en 1986 y obtuvo una certificación de plata. La canción también alcanzó el número uno en Venezuela. La canción «Loving You's a Dirty Job (but Somebody's Gotta Do It)», a dúo con Todd Rundgren, se convirtió en el tercer sencillo del álbum, alcanzando el número 6 en España. El cuarto y último sencillo del álbum fue un cover de la canción de Freda Payne, «Band of Gold», que alcanzó el número 6 en el Billboard Hot Dance Single y el número 81 en la lista de sencillos del Reino Unido. A pesar de su éxito, el álbum no fue recibido positivamente por los críticos. Doug Stone (de Allmusic) dio al álbum dos estrellas. Empezando con: «el álbum no es totalmente único», dijo que el álbum era deficiente en comparación con el álbum Faster Than the Speed of Night.
| «En 1983, el álbum fue un éxito. Pase la noche en un hotel en Leeds. A la mañana siguiente, a las nueve sonó el teléfono y me dijeron que Faster Than the Speed of Night obtuvo el primer lugar en las listas británicas. Ahí, entonces, me volví la persona más feliz del mundo». —Bonnie Tyler |

Tyler lanzó un álbum más con Columbia Records en 1988. Fue lanzado bajo el nombre de Hide Your Heart en Europa, y Notas of América en los Estados Unidos. Entre los compositores del álbum, se incluyeron a Michael Bolton, Albert Hammond y Desmond Child. El álbum alcanzó el número 6 en Noruega, 13 en Suiza, 24 en Suecia, 64 en Alemania y 78 en el Reino Unido, y contó con canciones que fueron éxitos para otros artistas. «Hide Your Heart» fue un éxito para la banda de rock Kiss en 1989 y «Save Up All Your Tears» se convirtió en un éxito de Robin Beck, Cher y Freda Payne. El sencillo «The Best» alcanzó el número 10 en Noruega y Portugal, y fue un éxito menor en España y el Reino Unido, aunque se convirtió en un gran éxito internacional de Tina Turner en 1989. Al mirar hacia atrás sobre esta época, Desmond Child, dijo:

«Bonnie Tyler es una de las mayores cantantes del mundo. ¿Por qué? Porque viene al estudio preparada. Yo nunca la he visto usar una hoja de letra para cantar. Viene con la canción memorizada, así que cuando está allí y canta, cierra los ojos. Está en un espacio sagrado y así es como se siente. Usted puede decir muchas cosas acerca de Bonnie Tyler, pero no se puede decir que no sienta su música».
Bonnie Tyler realizó una gira en 1988 llamada Hide Your Heart Tour, Tyler actuó en el Festival de Reading, acompañando artistas como Meat Loaf y Jefferson Starship. Tyler fue víctima de abusos violentos de una multitud agresiva lanzando bombas pedo contra ella y el escenario, después del intento fallido del organizador de introducir la música pop para el evento anual. Tyler continuó y completó su conjunto a pesar del escándalo. Incluso se las arreglaron para llegar a la audiencia y unirla con la canción «It's a Heartache» al final de su actuación.

### 1990-2003: éxito europeo con Hansa Records, Free Spirit, All in One Voice y declive
El estilo musical de Tyler cambió en la década de 1990 cuando ella se establecido como una artista de pop suave. Decepcionada con la falta de demanda de su música en los Estados Unidos y el Reino Unido, Tyler estableció su sede en Alemania. Ella firmó con Hansa Records y comenzó la elaboración de un nuevo álbum con el productor y compositor Dieter Bohlen llamado Bitterblue. Bitterblue fue lanzado en noviembre de 1991, y fue descrito como «una agradable colección de canciones pop», por AllMusic, también dijeron que el álbum comenzó una «mucho más convencional y menos grandilocuente dirección en la carrera de Tyler». Giorgio Moroder y Albert Hammond también contribuyeron al álbum. El primer sencillo, «Bitterblue», fue un éxito considerable en Europa, llegó a ser número dos en Noruega. Bitterblue fue un gran éxito en Europa. Fue certificado en Platino por la IFPI Noruega, Platino en Austria, y oro en Suecia, Suiza y Alemania.
En 1990, Tyler grabó «Breakout», el tema principal de la película alemana Fuego deportes, hielo y dinamita. También grabó el sencillo «Merry Christmas» para la película francesa 36-15 code Père Noël. El sencillo alcanzó el número 100 en las listas francesas.
El siguiente álbum fue Angel Heart, y fue lanzado en octubre de 1992. Bohlen escribió once de las catorce canciones en el álbum. Las tres restantes fueron escritas por Jerry Lynn Williams, Frankie Miller, Craig Joiner, Robert John «Mutt» Lange y Anthony Mitman. El álbum reunió a Frankie Miller por su segundo dueto con Bonnie Tyler, «Save Your Love». El álbum Angel Heart vio un éxito similar, con certificaciones por IFPI Noruega (Platino), IFPI Austria (oro), IFPI Suiza (Oro) y el BMVI (oro). El primer sencillo del álbum «Fools Lullaby» fue un éxito europeo, y llegó al número seis en Noruega. Gracias al éxito del álbum Angel Heart, Tyler obtuvo varios premios y nominaciones, incluyendo un premio Bravo Otto en Alemania, y un Premio Echo a la mejor cantante de pop / rock de 1993.
El tercer y último álbum con Hansa Records, Silhouette in Red, fue lanzado en 1993. El álbum fue un éxito en Noruega, Suiza, Austria, Alemania y Suecia, y el primer sencillo del álbum fue «Sally Comes Around», pero solo alcanzó en número 76 en las listas alemanas.
En enero de 1993, la anterior compañía discográfica Tyler, Columbia Records lanzó un álbum recopilatorio llamado The Very Best of Bonnie Tyler. Tyler cree que la compilación fue lanzada para competir con su trabajo, que acaba de grabar. Allmusic lo describió como «una gran colección», el álbum Very Best of Bonnie Tyler fue certificado platino por el BMVI en 1994. Posteriormente Columbia Records lanzó Heaven & Hell, un álbum recopilatorio de Bonnie Tyler y Meat Loaf con canciones de ambos artistas. La recopilación se convirtió en disco de oro en el Reino Unido.
En octubre de 1994, Tyler lanzó el último álbum recopilatorio con Hansa Records, titulado: Comeback: Single Collection '90–'94, con el sencillo «Back Home». Ni el álbum ni el sencillo obtuvieron éxito. AllMusic dio a la compilación 2 de 5 estrellas. Cuando el contrato de Tyler con Hansa Records finalizó Bohlen se despidió «muy personal», diciendo que el próximo álbum de Tyler, sería «uno de los fracasos más caros de la historia del EastWest records». El mismo año, en vista de su éxito en Alemania, Tyler ganó el Premio de Oro RSH como mejor vocalista femenina internacional, el Premio Goldene Europa y el Premio Echo.
Tyler firmó con una nueva compañía discográfica, llamada East West Records a finales de 1990. Tyler fusionó la música pop con la música celta para crear su nuevo álbum All in One Voice, lanzado en 1998. El álbum fue grabado en Dublín, y originalmente incluyó «Live for Love», conocido como «Vivo per lei», un dueto con Andrea Bocelli. Pero debido a los desacuerdos entre las compañías discográficas, la canción nunca fue lanzada y «He's the King» se convirtió en el primer y único sencillo del álbum. All in One Voice se convirtió en el peor álbum de estudio de la carrera de Tyler hasta la fecha, y no logró obtener éxito en ningún lugar. Durante las sesiones de grabación, Tyler también grabó «You Are A Woman», que acompañó a «He's the King» en la banda sonora de la película alemana Der König von St. Pauli. Tyler fue contratada para grabar la canción «Tyre Tracks and Broken Hearts» en un álbum compuesto por Jim Steinman y Andrew Lloyd Webber llamado Whistle Down the Wind.
Después de sus tres álbumes con el productor Dieter Bohlen, Tyler quería tener un sonido más internacional en sus próximos álbumes. Ella cambió la compañía discográfica a Warner Music en 1995 y grabó soft rock y pop en su posterior álbum Free Spirit, su primer lanzamiento en Estados Unidos desde Hide Your Heart. El álbum obtuvo éxito modesto en Europa continental, aunque el sencillo «Making Love Out of Nothing at All» (previamente un éxito de Air Supply en 1983) se perdió por poco en el Top 40 del Reino Unido. El sencillo contó con la voz de la madre de Tyler en el inicio de la canción. El álbum fue relanzado en 1996, y ahora incluía la canción «Limelight», que fue utilizada como la canción oficial del equipo olímpico alemán. AllMusic otorgó al álbum 3 de 5 estrellas, y el primer sencillo fue recibido positivamente.
En 1998 Tyler hizo una aparición como estrella invitada en la celebración del 50 cumpleaños de Andrew Lloyd Webber en el Royal Albert Hall donde interpretó la canción «Tyre Tracks and Broken Hearts». Al evento asistieron artistas como Sarah Brightman, Glenn Close, Tina Arena, Elaine Paige, Boyzone, Antonio Banderas, Kiri Te Kanawa, Michael Ball entre otros.

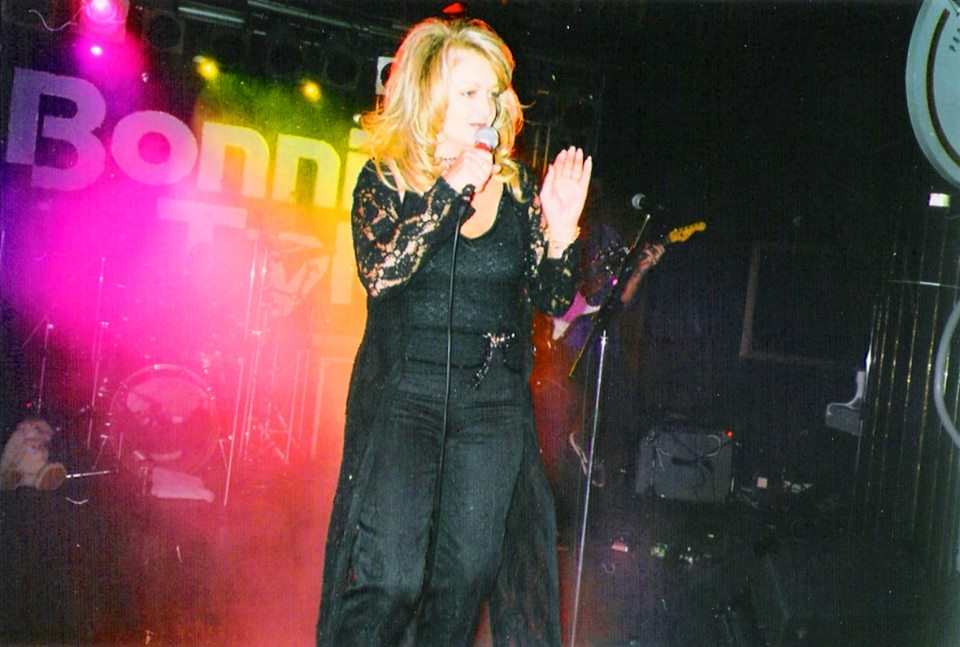
Tyler en Moscú, Rusia, 9 de mayo de 1999.

En 2001, Tyler lanzó una recopilación de grandes éxitos junto con su 50 cumpleaños. La compilación fue un éxito en Europa, alcanzando el número 2 en Noruega, número 5 en Dinamarca, número 9 en Suecia, y el número 18 en el Reino Unido. La compilación fue certificado en plata en el Reino Unido, en oro en España y Suecia, y platino en Noruega. El éxito de la compilación permitió a Tyler hacer un gira por Europa antes de comenzar los planes para su decimotercero álbum de estudio.

### 2003-2005: Heart Strings, Simply Believe y Wings
En 2002, EMI Music sugirió a Tyler que crease un álbum que consistiese en canciones covers que ella misma seleccionara, acompañado por la orquesta filarmónica de Praga. Tyler había trabajado recientemente con Karl Jenkins en la Noche de los Proms en 2002, y le pidió que hiciera los arreglos para las trece canciones que ella había seleccionado para el álbum. Todos los temas fueron grabados originalmente con la orquesta filarmónica de Praga en los estudios de Smecky Music en Praga. En el 2003, el álbum fue lanzado internacionalmente bajo el nombre de Heart Strings en marzo del año siguiente. El primer sencillo del álbum, «Against All Odds» (canción original de Phil Collins), fue seguido por un sencillo promocional, «Amazed» (canción original de Lonestar), y dos sencillos más «Learning to Fly» (canción original de Tom Petty and the Heartbreakers) y nuevamente la canción «Amazed». Heart Strings obtuvo un éxito modesto en Europa, alcanzó en número 29 en Noruega, y fue recibido con críticas positivas. Un periódico de Cardiff dio al álbum tres estrellas, destacando la interpretación de la canción de los Beatles «In My Life», diciendo que: «la canción es interpretada con toda la pasión ronca de Tyler». Los revisores de Sunday Mercury declararon que «el álbum tuvo algunas sorpresas, pero es muy audible», y la empresa francesa Rainbow Booking AS, describe el álbum cómo: «Bonnie ha entrado en un nuevo universo sonoro, con referencia a la combinación de instrumentos de rock tradicional y la orquesta». Tyler realizó una gira llamada Heart Strings Tour en Alemania entre abril y mayo de 2003.

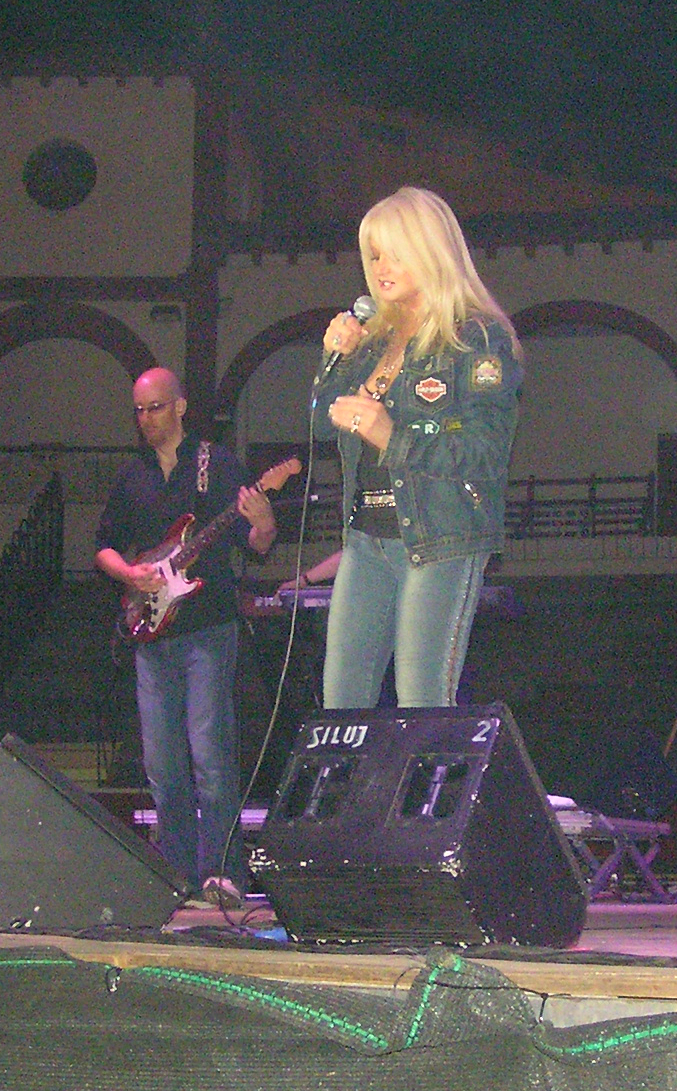
Bonnie Tyler con su guitarrista Matt Prior en España el 20 de julio de 2006.

Fue en esta época, que Tyler volvió a realizar conciertos en vivo, y comenzó a recorrer Europa con su guitarrista principal Matt Prior. Aparecieron en el concierto Rock for Asia en 2005.
La cantante francesa Kareen Antonn escribió a Tyler preguntando si ella estaría dispuesta a grabar una versión bilingüe de «Total Eclipse of the Heart» a dúo con ella. Aunque vacilante, Tyler pidió una grabación de demostración de Antonn cantando la canción en francés. Impresionada por lo que recibió, Tyler aceptó y viajó a París para grabar la canción, y fue lanzada en diciembre de 2003 bajo el nombre de «Si demain... (Turn Around)». Fue número 1 en Francia, así como en Bélgica y Polonia, vendiendo más de 500.000 copias en Francia. El éxito del sencillo fue considerado como el regreso de Tyler en Francia, y recibió críticas abrumadoramente positivas. La siguiente canción fue llamada, «Si tout s'arrête», versión en lengua francesa de la canción «It's A Heartache» con Antonn, también alcanzó el Top 20 en Francia. Ambos temas se incluyeron en el álbum de Tyler en el año 2004, Simply Believe. Stuart Emerson también trabajó en la composición de seis de las canciones, dos de las cuales fueron regrabaciones del álbum de Tyler Free Spirit.
«Por primera vez en toda mi carrera, estoy más involucrada que nunca», dijo Tyler al ser entrevistada acerca de su decimoquinto álbum de estudio, Wings. Con motivo de ser la primera vez que ella se involucró activamente en el proceso de composición de uno de sus álbumes, Wings marco un cambio en la carrera de Tyler, centrándose en la música pop. Con su equipo principal de composición que consiste en sí misma, Paul D. Fitzgerald y Karen Drotar, hacen dos sencillos, «Louise» y «Celebrate», ninguno de los cuales obtuvieron un éxito comercial, cuando el álbum fue lanzado a mediados de 2005. Para su cumpleaños en 2005, Tyler y su banda francesa realizaron un concierto en Cigale, París, y en Zaragoza, España, ante una audiencia de 100.000 personas. Los conciertos fueron filmados y reunidos para ser lanzados en un CD (Bonnie Tyler en vivo) y DVD (Bonnie on Tour) en 2006 y 2007 respectivamente. Wings fue relanzado en el Reino Unido en 2006 bajo el título de Celebrate, aunque el álbum no logró obtener éxito. Los comentarios reflejan el éxito del álbum, considerándolo como un heraldo que Tyler «debe hacer equipo con un productor de la talla de Jim Steinman para sacar lo mejor de su voz inimitable», y que el contenido del álbum está a la altura de su trabajo previo en la década de 1980.
Tyler fue galardonada con un premio Steiger en Dortmund, Alemania, y en el 2005 obtuvo un premio a la trayectoria por su éxito en el negocio de la música.

### 2006-2011: apariciones en televisión

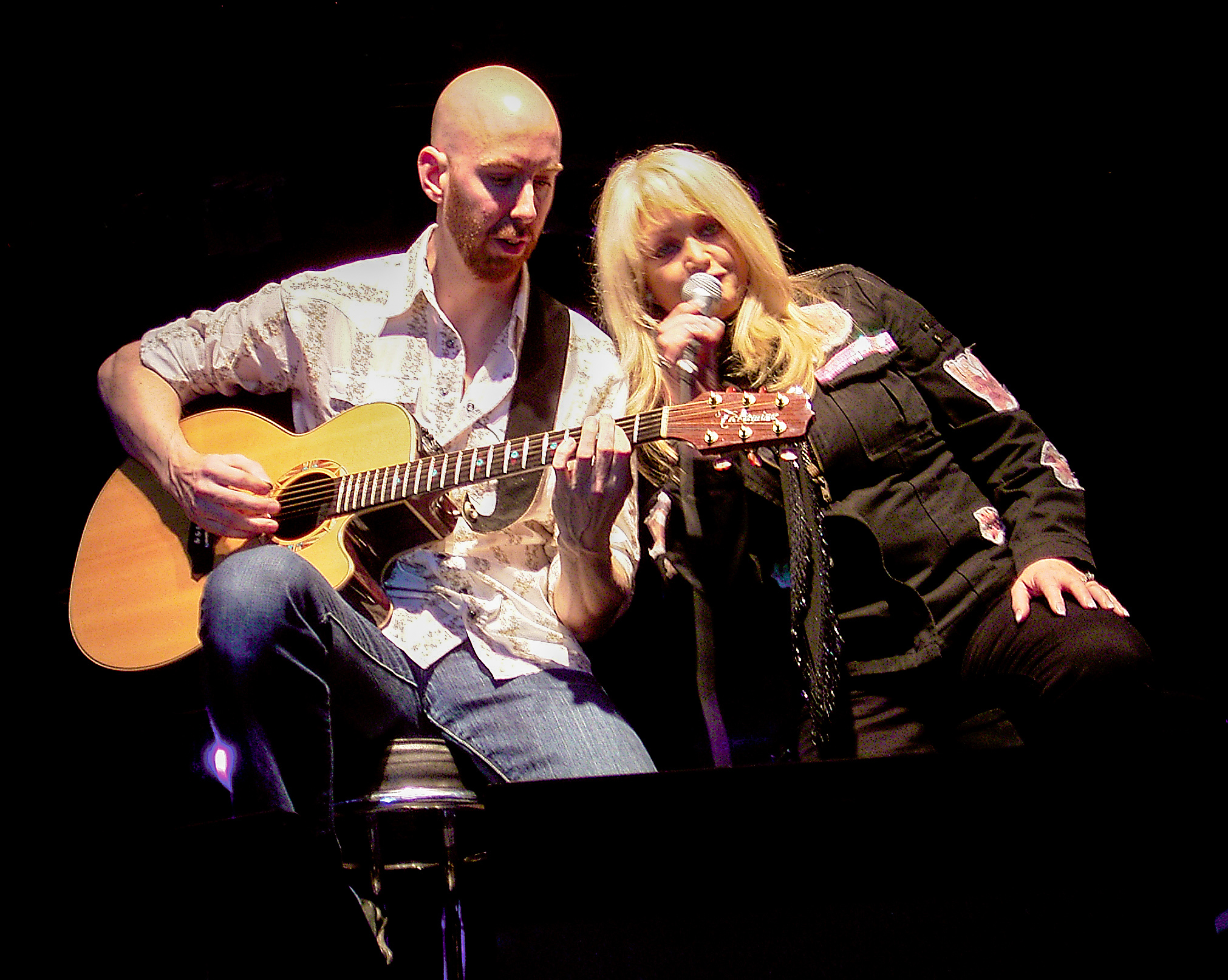
Bonnie Tyler con su guitarrista Matt Prior, en un concierto acústico en Familiengarten Eberswalde el 27 de mayo de 2006.

Entre los lanzamientos de sus álbumes de estudio decimoquinto y decimosexto, el trabajo de Tyler consistía en el lanzamiento de varios álbumes recopilatorios y apariciones en televisión. En septiembre de 2006, Tyler hizo su primera aparición en la televisión de EE. UU, en años, mientras cantaba a dúo «Total Eclipse of the Heart» con la actriz Lucy Lawless en el espectáculo de celebridades estadounidenses Celebrity Duets. Por la misma época colaboró con el grupo de punk BabyPinkStar para grabar una nueva versión de la canción «Total Eclipse of the Heart». Al año siguiente, fue lanzado un nuevo álbum recopilatorio llamado From the Heart: Greatest Hits. La compilación alcanzó el número 2 en las listas irlandesas, y el número 31 en el Reino Unido. Tyler hizo una aparición en un episodio del programa de televisión británica, Never Mind the Buzzcocks.
Poco después, Tyler hizo una aparición especial en la telenovela británica Hollyoaks, en la que cantó su éxito «Holding out for a Hero» con uno de los personajes. También grabó otra nueva versión de «Total Eclipse of the Heart» con el coro masculino galés Only Men Aloud para su segundo álbum Band of Brothers, que fue lanzado en octubre de 2009. En el año siguiente, Tyler apareció en un anuncio de televisión para MasterCard cantando una parodia de «Total Eclipse of the Heart». Tyler realizó un concierto en Australia a finales de octubre como invitada de apoyo para Robin Gibb. Tanto Gibb como Tyler recibieron críticas negativas después de sus conciertos, con Tyler siendo criticada por su falta de dominio y una voz que «le falló». Su concierto en Wellington fue igualmente crítico, «las guitarras se marcaron de nuevo como en 1983, y se quedaron allí durante toda la noche», y las nuevas canciones que Tyler realizó fueron descritas como: «calidad inferior».
En 2011, Tyler apareció en el programa de televisión sueco Kvällen är din (La noche es suya, en español), cantando «Total Eclipse of the Heart» con el cantante sueco Niklas Paulström, Tyler también canto «It's a Heartache». Ella también hizo una aparición especial en el vídeo musical Newport State of Mind, una parodia de la canción «Empire State of Mind» de Jay-Z y Alicia Keys para Comic Relief charity de la BBC. También en 2011, Tyler ganó un premio BMI en Londres por la canción «It's a Heartache» haber alcanzado más de 3 millones de salida en antena en televisión y radio en EE. UU. desde que fue registrada por primera vez en 1977. Ella también apareció en la versión ucraniana del Factor X como una de los tres invitados británicos, junto a Kylie Minogue y Cher Lloyd. Ella canto «It's a Heartache», «Total Eclipse of the Heart» y «Holding Out for a Hero». En diciembre de 2011, un retrato de Tyler realizado por Rolf Harris, propiedad de Cathy Sims, fue evaluado por valor de €50.000 en la BBC Antiques Roadshow.
El 26 de septiembre de 2011, Sony Music lanzó un álbum recopilatorio titulado Best of 3 CD, que contó con dos nuevas canciones, un dueto con la cantante francesa Laura Zen titulado «Amour Éternel (Eternal Flame)», y «Under One Sky», una canción escrita por Paul D. Fitzgerald, el principal compositor del álbum de Tyler Wings. El álbum recopilatorio alcanzó el número 36 en Francia, y el número 48 en Bélgica. Fue lanzado por primera vez en las emisoras de radio francesas el 29 de agosto de 2011.

### 2012-2014: Rocks and Honey, Festival de la Canción de Eurovisión y gira por Sudáfrica
Tyler viajó a Nashville, Tennessee con su mánager a principios de 2012 para explorar nuevo material para grabar. Trece temas fueron grabados en los estudios Blackbird en Nashville, luego se mezclaron en estudios de Los Ángeles. Rocks and Honey, título del álbum, fue anunciado en una entrevista con Tyler en Noruega en julio del mismo año, y declaró que el álbum estaba completo, en diciembre de 2012 durante una entrevista en un programa de televisión australiana.

En medio de la noticia del próximo álbum, Tyler también grabó un dueto con Rolf Harris en los estudios Dean Street en agosto de 2012. La canción, «Loch Lomond», se espera que sea lanzado en su próximo álbum. Una grabación inédita de Tyler de la década de 1990 apareció en SoundCloud en marzo de 2012 titulada «Never Gonna Take No for an Answer», escrita por el compositor británico Martín Brown y bajista de Tyler y miembro de la banda de rock Romeo's Daughter, Ed Poole. Tyler apareció en tres de los conciertos de Status Quo en el Reino Unido en diciembre de 2012 como artista invitada. La gira recibió críticas positivas. 

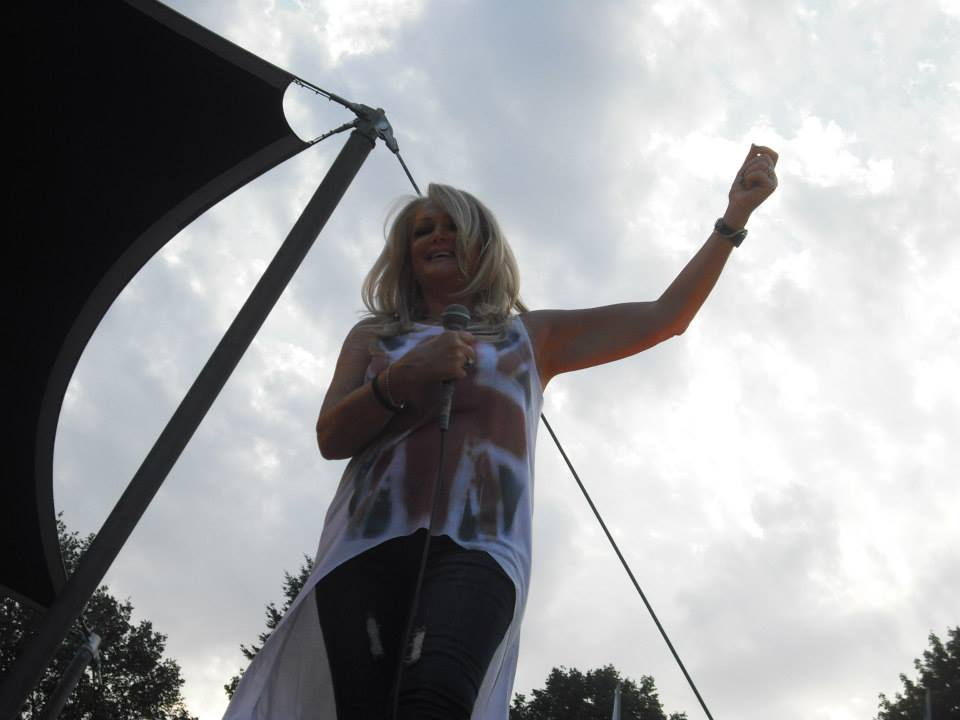
Bonnie Tyler en vivo en Berlín, Alemania 30 de junio de 2012.

 El rendimiento de Tyler con la canción de Janis Joplin «Turtle Blues» fue uno de los momentos destacados de su conjunto.
Después de esto, la carrera de Tyler se centró completamente en el lanzamiento de su nuevo álbum de estudio, y en su comparecencia en la víspera de año nuevo; en una concierto transmitido en Alemania, canto la canción «All I Ever Wanted» por primera vez. Si bien en el escenario, ella anunció que Rocks and Honey saldría a la venta en febrero de 2013, en misma época se le acercó la BBC para pedirle representar al Reino Unido en el Festival de Eurovisión 2013 en Malmö, Suecia, lo que retrasó el lanzamiento del álbum por un mes.

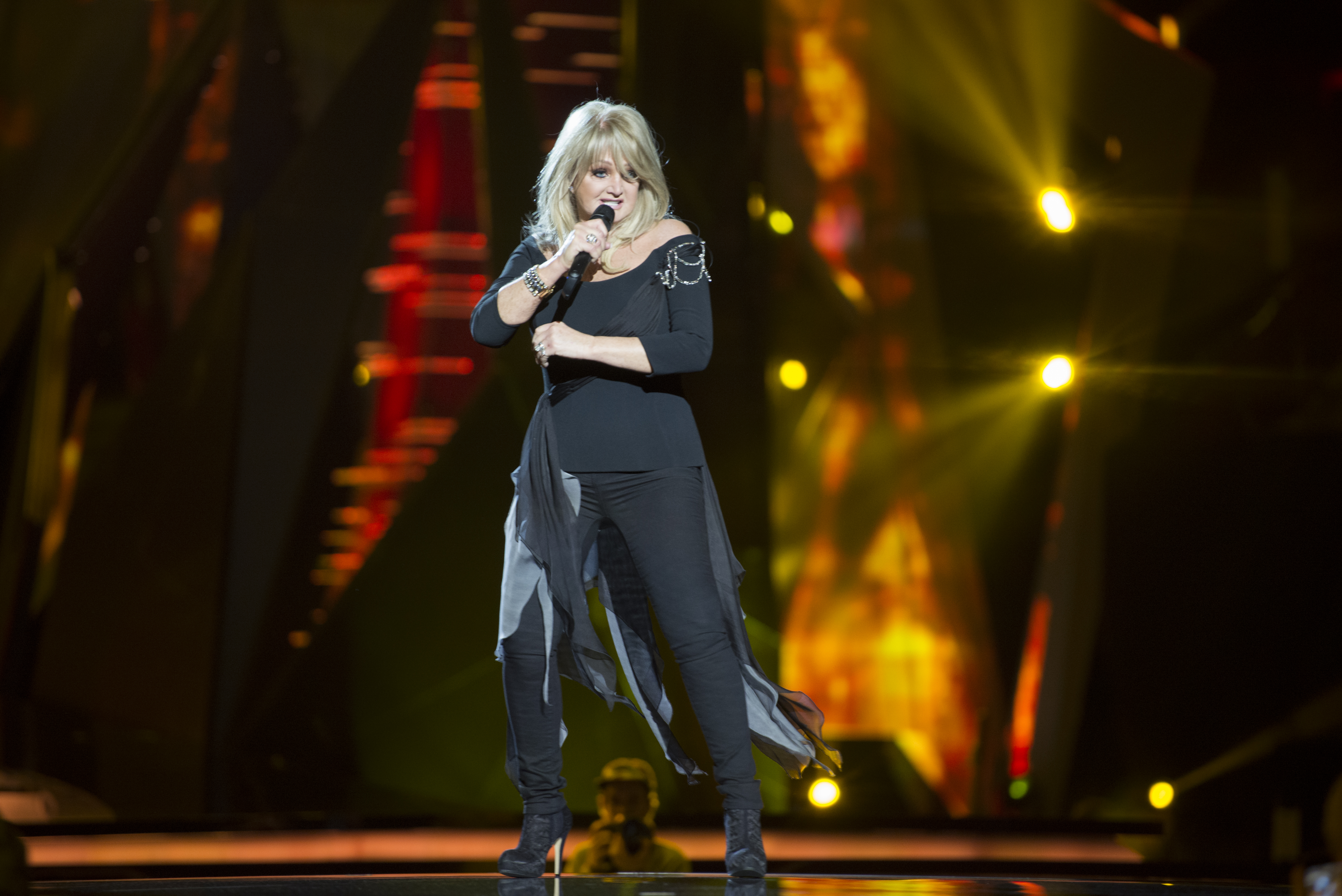
Bonnie Tyler, representante de Reino Unido en el Festival de la Canción de Eurovision, finalizando en el lugar 19 con 23 puntos.

El anuncio oficial se realizó el 7 de marzo de 2013, y Tyler cantaría «Believe in Me» en la gran final el 18 de mayo. Un total de 39 países compitieron en el concurso, con el Reino Unido finalizando en el lugar 19 entre 26. Durante una entrevista semanas después del concurso, Tyler habló en contra de los incidentes ocurridos en el festival de Eurovisión de ese año, y después le preguntaron si ella pensaba que el concurso estaba arreglado, ella respondió: «Yo creo que sí». A pesar del amplio apoyo promocional, el sencillo no pudo tener un impacto significativo en las listas británicas, solo alcanzando el número 93.
Rocks and Honey fue bien recibido por la crítica musical y recibió dos calificaciones de cinco estrellas. Todas las trece canciones eran nuevas y seleccionadas por Tyler en su visita a varios editores de música con sede en Nashville en el año anterior. Entre los compositores notables se incluyen Frank J. Myers, Desmond Child, Brett James y Beth Hart. El álbum fue bien recibido en Europa, alcanzando el número 28 en Dinamarca, el número 52 en el Reino Unido y el número 59 en Alemania y Suiza. Después de que el Festival de la Canción de Eurovisión terminó, Tyler se trasladó a otros proyectos, continuando con la promoción del nuevo álbum en Francia y dio a conocer un nuevo álbum recopilatorio, All The Hits. En agosto de 2013, el segundo sencillo del álbum, «This is Gonna Hur», fue lanzado, y fue 'B' en airplay de reproducción de la BBC Radio 2. El 16 de septiembre, se anunció por Labrador Music que «Love is the Knife» sería el tercer sencillo en salir a la venta. Ambos sencillos, no lograron un éxito considerable.
Tyler finalizó su tour por Sudáfrica 2013 con su banda, incluyendo dos conciertos con entradas agotadas en Johannesburgo en el Emperors Palace Hotel & Casino. Tyler canto cuatro nuevas canciones de su último álbum Rocks and Honey y también visitó varios lugares de interés turístico en Ciudad del Cabo hacia el final de la gira, que marcó 20 años desde su último concierto en el país. La gira fue ampliamente difundida por los medios de comunicación sudafricanos. A su regreso al Reino Unido, Tyler visitó los estudios de la BBC Radio 2 en Londres para grabar «Tracks of My Years» segmentos en el programa matutino de Ken Bruce, que se prolongó durante cinco días a partir de la semana que comenzó el 9 de septiembre de 2013.

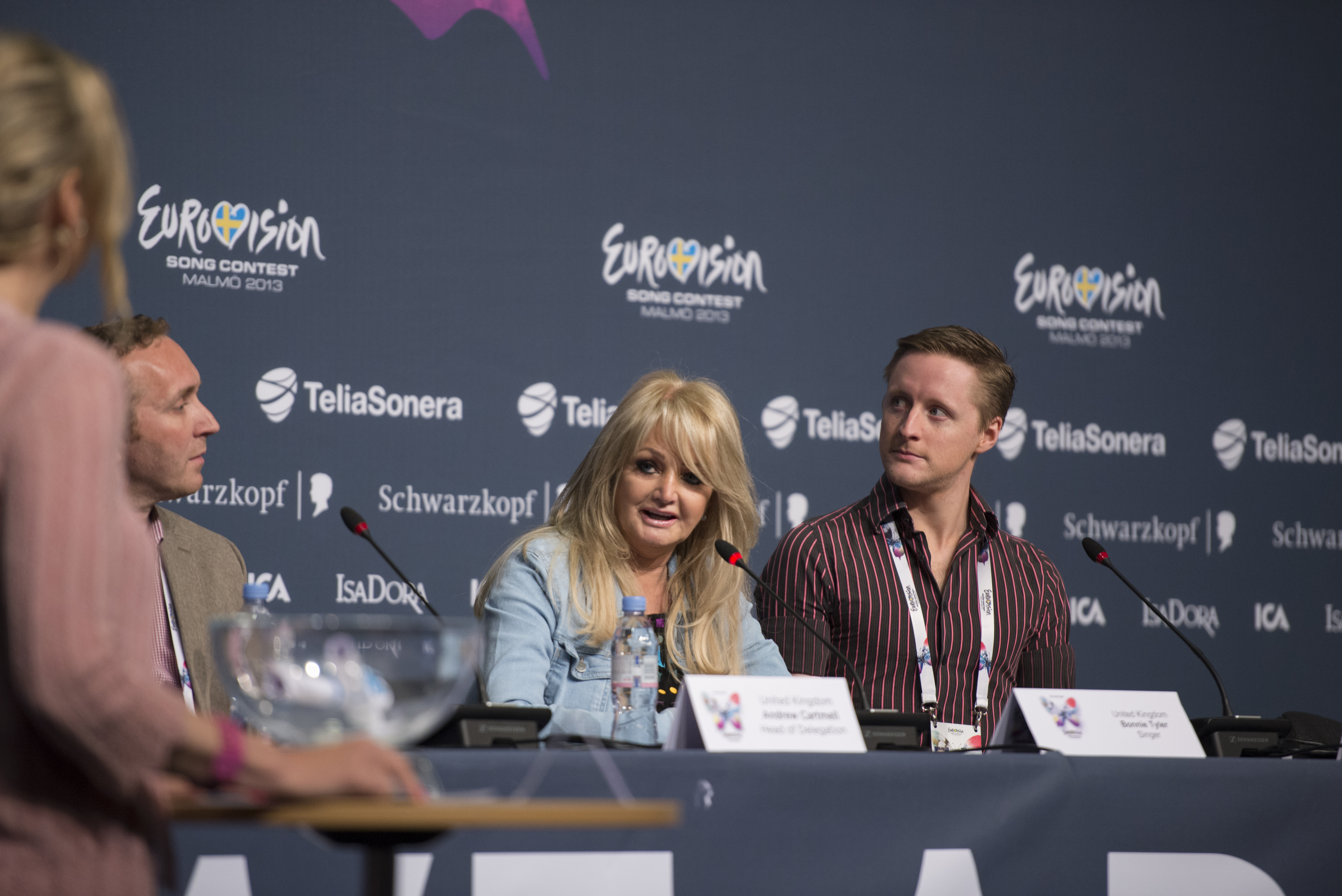
Tyler, durante la rueda de prensa en el Festival de la Canción de Eurovisión en Malmö.

Faster Than the Speed of Night, el álbum más exitoso de Tyler, se ha re-titulado Faster Than the Speed of Night (Alben für die Ewigkeit) en virtud de un relanzamiento el 13 de septiembre de 2013, que marca el 30 aniversario de su debut en los Estados Unidos en el año 1983. En el mes siguiente, el último recopilatorio de Tyler, The Collection también fue lanzado por Sony Music.
| «Me encanta estar en el escenario, esta es mi vida, aun completo el calendario. Los gustos musicales del mundo han cambiado mucho, pero creo que estoy haciendo algo bien, porque yo fui la primera mujer que ha obtenido un lugar en las listas británicas, e incluso hasta el día de hoy». —Bonnie Tyler |

Después de la promoción del álbum en Sudáfrica, Tyler viajó a Rusia para el lanzamiento regional de Rocks and Honey. Ella realizó un concierto en el Crocus City Hall de Moscú, el 31 de enero de 2013. Mientras que en Portugal, Tyler pidió aparecer en Sorprendido. El Show en Barcelona el 20 de febrero de 2014. Se mantuvo en secreto que Tyler haría una aparición en el programa; en donde interpretó «Total Eclipse of the Heart» y «Holding Out for a Hero» en el teatro Principal, y fue recibida con críticas positivas de la prensa. Ella visitó la Universidad de Swansea, una semana después de celebrar Welcome to Wales Food Festival, y cantó un par de canciones tradicionales galesas con el coro Gwalia. Tyler interpretó «Holding Out for a Hero» en vivo en el espectáculo Ant & Dec's Saturday Night Takeaway el 22 de marzo. el 31 de enero de 2014.

### 2014-actualidad: trabajo en vivo y Between the Earth and the Stars
Desde Rocks and Honey, Tyler pasó su tiempo realizando conciertos en vivo, y también ha grabado dos nuevos duetos. El primero es una versión italiana-Inglés de «Miserere» con Rhydian Roberts, para su álbum One Day Like This, que fue lanzado el 14 de abril de 2014. Tyler también estuvo involucrada en un proyecto de homenaje para el cantautor escocés Frankie Miller, elaborado por el cantante de rock británico Spike. El álbum se llama 100% Pure Frankie Miller, y contiene un dueto entre Tyler y Spike titulado «Fortune» el álbum fue lanzado el 8 de septiembre de 2014. PlanetMosh describe la voz de Tyler como el equivalente femenino a Spike, y que cantan en «perfecta armonía». Tyler también ha prestado su voz para otro próximo álbum tributo a Frankie Miller, producido por David Mackay. También ha hecho un dueto con el griego DJ Vierro.
En junio de 2015, Tyler interpretó «Circle of Life», una canción de El Rey León en Die schönsten Disney Songs aller Zeiten, un programa de televisión alemán que celebra numerosas canciones populares de Disney. En septiembre de 2015, Tyler hizo una aparición en un programa de televisión de la NBC presentado por Neil Patrick Harris llamado Best Time Ever with Neil Patrick Harris donde interpretó «Total Eclipse of the Heart» y «Holding Out for a Hero», junto con Neil Patrick Harris, Nicole Scherzinger y Alec Baldwin.
En marzo de 2016, Eventim anuncio una nueva gira de Tyler llamada Greatest Hits; once conciertos en Alemania, de octubre a noviembre de 2016. Mientras promocionaba la gira, Tyler viajó a Nashville en diciembre para grabar nueva música con John Carter Cash. El 31 de marzo de 2017, Tyler lanzó un nuevo sencillo llamado «Love's Holding On» con la banda alemana de heavy metal Axel Rudi Pell.
En 2017, Tyler anunció que se había inspirado para grabar otro álbum después de escuchar «fantásticas canciones nuevas» escritas para ella por Kevin Dunne, quien tocó el bajo en su primera banda a principios de los años 70. En diciembre de 2016, visitó los estudios Cash Cabin  en Nashville, para comenzar a grabar. En 2018, Tyler anunció que estaría trabajando con David Mackay, quien coprodujo sus dos primeros álbumes, The World Starts Tonight (1977) y Natural Force (1978). Tyler y Mackay también colaboraron en el álbum Double Take (2016) de Frankie Miller.
El decimoséptimo álbum de estudio de Tyler, Between the Earth and the Stars, fue producido por David Mackay, el cual fue lanzado por earMusic el 15 de marzo de 2019 en Francia, Alemania e Italia; y en el resto del mundo, el 22 de marzo del mismo año. El álbum contiene 14 canciones nuevas, entre ellas, tres duetos, uno con el líder de la banda Status Quo, Francis Rossi; otro con Rod Stewart; y el tercero, con Cliff Richard. El 1 de febrero de 2019, «Hold On» fue lanzado como el primer sencillo del álbum; posteriormente, el 15 de marzo de 2019, fue lanzado el segundo sencillo del álbum, Between the Earth and the Stars.

## Habilidad artística

### Influencias
Nacida en una familia musical, Tyler creció escuchando una amplia gama de géneros musicales. Uno de los primeros recuerdos musicales de Tyler, fue cuando estaba escuchando a su madre cantar ópera en el hogar. Tyler asistió a la iglesia hasta que cumplió dieciséis años, su primera actuación fue cantando «All Things Bright and Beautiful» en la iglesia. Su madre también la expuso a la ópera rock de Freddie Mercury y Montserrat Caballé. «Cada vez que se enciende la radio y escucho estos cantantes, solo dice: oh, mamá...» citó Tyler. Tyler también fue expuesta a la música de Elvis Presley, Frank Sinatra, Los Beatles y otras bandas de los 60 debido a los gustos musicales de sus hermanos. Un concierto de Frankie Miller fue el primer acto en vivo que Tyler vio, y más tarde grabaría duetos con el.
Las dos mayores influencias de Tyler desde una edad temprana eran Janis Joplin y Tina Turner. Ella cita «River Deep Mountain High» como su canción favorita de todos los tiempos. Otros artistas que influyeron en Tyler en su juventud incluyen Aretha Franklin, Wilson Pickett, Meat Loaf, Joe Cocker, Dusty Springfield y Tommy Steele.
Actualmente en su carrera, Tyler escucha artistas de diversos géneros, como la banda de rock Guns N' Roses, cantantes de pop como Anastacia y Duffy, y el artista hip hop Eminem.
También ha expresado su interés en trabajar con Adele, a quien describe como «una gran cantautora».

### Estilo vocal
La música de Tyler contiene elementos de country, rock, pop, blues y celta. Su voz ha tenido su comparación con Rod Stewart y Kim Carnes, como resultado de la operación de nódulos vocales en la década de 1970, a veces incluso se hace referencia como «La Rod Stewart femenina», y «la Meat Loaf femenina», después de que su colaboración con Jim Steinman. Poco después de su operación, cuando se encontraba grabando su segundo álbum de estudio Natural Force, la voz de Tyler cambio completamente debido a la operación de nódulos. Los revisores de AllMusic han descrito la voz de Tyler como «inimitable», «maravillosamente arenosa», y un «instrumento eficaz» para la elaboración de aviso a sus primeros directivos, Ronnie Scott y Steve Wolfe.
En una revisión de Rocks and Honey, OMH Media describió la voz de Tyler como «buena para una sola cosa y eso es cantar a todo pulmón gravemente», sugiriendo que ella suena como Johnny Cash en sus últimos años, cuando «intenta restringir la voz». En referencia a su voz moderna, el Yorkshire Times escribió, «¿la voz arenosa de Bonnie Tyler, todavía tiene lo que se necesita para hacer sentir un hormigueo? La respuesta es simple ¡si!» Jim Steinman dijo a la revista People que él escribió «Total Eclipse of the Heart» como una «obra maestra para la voz Tyler». AllMusic dijo que la voz de Tyler «produce el tipo perfecto de herida de amor desesperado» efecto para adaptarse a las letras románticas.

## Colaboraciones

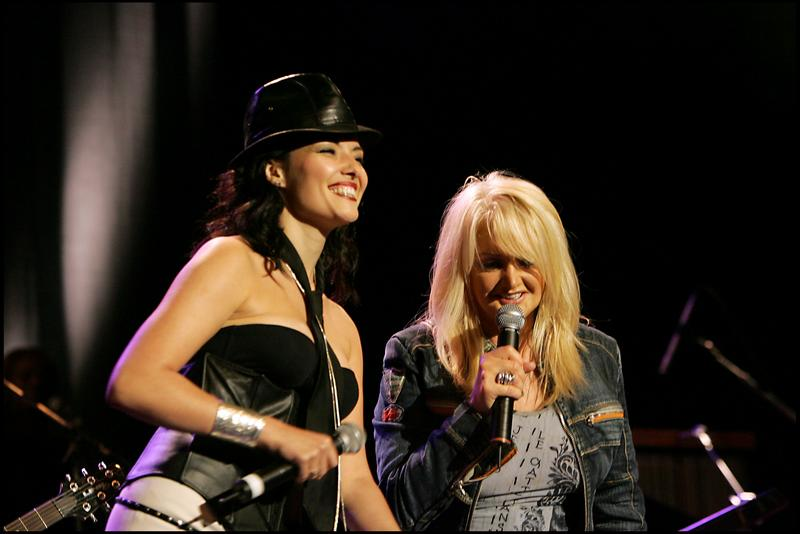
Bonnie Tyler y Kareen Antonn en vivo en La Cigale, París, Francia, 8 de junio de 2005.

Bonnie Tyler ha colaborado en una serie de canciones entre 1983 y 2014.

### Primeras colaboraciones
Tyler no realizó ningún dúo durante su contrato con RCA Records entre 1976 y 1980. Cuando terminó su contrato, sus dos primeros duetos fueron lanzados en 1983. Grabó «When Love Attacks» con Rick Derringer para su álbum de rock Good Dirty Fun. También grabó «Tears» con Frankie Miller para su propio álbum Faster Than the Speed of Night. En 1985, grabó «Good Way (a Mess Around and Fall in Love)» con Shakin' Stevens para su álbum The Bop Won't Stop. La canción fue lanzada como sencillo, y llegó a número uno en Irlanda.
En 1987, Tyler grabó «Islands» con Mike Oldfield. Tyler dijo que estaba decepcionada con el resultado final. «Cuando grabé esa canción, le dedique mucho más tiempo editando», dijo a Swansea sound en una entrevista de 1988. Ella interpretó la canción con Oldfield en los premios Goldene Europa en 1987. Ese mismo año, ella también grabó «Loving You's a Dirty Job (but Somebody's Gotta Do It)», que fue interpretada con Todd Rundgren, y lanzado como sencillo de su álbum Secret Dreams and Forbidden Fire. Tyler también grabó coros con Darlene Love en «Perfection», una canción del álbum homónimo de Cher. También grabó coros con Michael Bolton para la canción «Emotional Fire», que fue lanzada en el álbum de Cher Heart of Stone en 1989.

### Colaboraciones posteriores

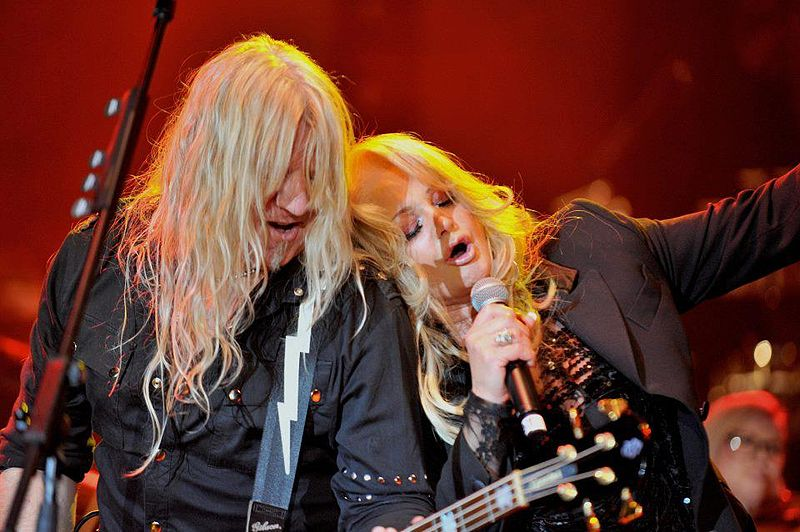
Tyler durante su concierto en el S.Oliver Arena, Würzburg, Alemania, el 10 de marzo de 2013 durante el "Rock Meets Classic" 2013 Tour.

Para la banda sonora del show animado The Dreamstone en 1990, Tyler grabó «Into The Sunset» con el compositor Mike Batt. Grabó tres duetos en sus álbumes durante su contrato con Hansa Records en la década de 1990. Los primeros duetos fueron «Heaven is Here» con el productor Giorgio Moroder, y «Till the End of Time» con Dan Hartman, ambos lanzados en su álbum Bitterblue en 1991. Más tarde grabó su segundo dúo con Frankie Miller, «Save Your Love», que fue lanzado en su álbum Angel Heart en 1993. También colaboró con Jim Steinman de nuevo a finales de 1990, con la canción de «Tyre Tracks and Broken Hearts» para el álbum conceptual de Jim Steinman y de Sir Andrew Lloyd Webber Whistle Down The Wind. También prestó su voz para el final de la canción «A Kiss Is a Terrible Thing to Waste» interpretada por Meat Loaf.
Tyler grabó «Live for Love» (comúnmente conocida como «Vivo per lei») con Andrea Bocelli para su álbum All in One Voice en 1999, que se esperaba que fuese lanzado como un sencillo. La canción llegó a dúo entre Bocelli y Giorgia Todrani, Marta Sánchez, Judy Weiss y Hélène Ségara, aunque la versión con Tyler nunca fue lanzada debido a «discrepancias» entre las compañías discográficas.
En 2000, Tyler grabó «Tables Turn» con Mal Pope por su álbum The Ring. En 2010, grabó «Nothing's Gonna Stop Us Now» con Albert Hammond en su álbum Legend (2010). En el mismo año, Tyler grabó «Something Going On» con el cantante australiano Wayne Warner, y una versión hip hop de «Making Love Out of Nothing at All» con el cantante canadiense Matt Pétrin.
Tyler grabó «What You Need from Me», con Vince Gill para su álbum Rocks and Honey en 2013. La canción inspiró el título del álbum, en referencia a la voz ronca de Tyler, y la voz clara de Gill. El 14 de abril de 2014 fue lanzada una versión italiana-Inglés de «Miserere» de Bonnie Tyler con Rhydian Roberts; y el 8 de septiembre de 2014 fue lanzado un dueto entre Tyler y Spike titulado «Fortune».

## Lista de duetos y participaciones vocales
| Año  | Artista         | Canción                                                 | País                      |
| ---- | --------------- | ------------------------------------------------------- | ------------------------- |
| 1983 | Shakin’ Stevens | «A Rockin’ Good Way»                                    | Bandera del Reino Unido   |
| 1983 | Frankie Miller  | «Tears»                                                 | Bandera del Reino Unido   |
| 1984 | Rick Derringer  | «Lovers Attack»                                         | Bandera del Reino Unido   |
| 1985 | Todd Rundgren   | «Loving You’s a Dirty Job (but Somebody’s Gotta Do It)» | Bandera de Estados Unidos |
| 1987 | Fabio Junior    | «Sem Limites Pra Sonhar»                                | Bandera de Brasil         |
| 1987 | Mike Oldfield   | «Islands»                                               | Bandera del Reino Unido   |
| 1987 | Cher            | «Perfection»                                            | Bandera de Estados Unidos |
| 1987 | Chris Thompson  | «Prizefighter»                                          | Bandera del Reino Unido   |
| 1989 | Cher            | «Emotional Fire»                                        | Bandera de Estados Unidos |
| 1989 | Mike Batt       | «Into the Sunset»                                       | Bandera de Estados Unidos |
| 1991 | Giorgio Moroder | «Heaven is Here»                                        | Bandera de Italia         |
| 1991 | Dan Hartman     | «Till the End of Time»                                  | Bandera de Estados Unidos |
| 1992 | Frankie Miller  | «Save Your Love»                                        | Bandera de Estados Unidos |
| 1993 | Sophia Arbanith | «Patheno Stim Erimia / The Desert is in Your Heart»     | Bandera de Grecia         |
| 1997 | Andrea Bocelli  | «Live for Love / Vivo Per Lei»                          | Bandera de Italia         |
| 1998 | Meat Loaf       | «A Kiss is a Terrible thing to Waste»                   | Bandera de Estados Unidos |
| 2001 | Mal Pope        | «Tables Turn»                                           | Bandera del Reino Unido   |
| 2004 | Matthias Reim   | «Vergiß Es (Forget It)»                                 | Bandera de Alemania       |
| 2004 | Kareen Antonn   | «Si demain... (Turn Around)»                            | Bandera de Francia        |
| 2004 | Kareen Antonn   | «Si Tout S'arrête»                                      | Bandera de Francia        |
| 2005 | Lorraine Crosby | «I’ll Stand by You»                                     | Bandera del Reino Unido   |
| 2007 | BabyPinkStar    | «Total Eclipse of the Heart»                            | Bandera del Reino Unido   |
| 2007 | Matt Petrin     | «Making Love out of Nothing at All»                     | Bandera de Canadá         |
| 2009 | Only Men Aloud  | «Total Eclipse of the Heart»                            | Bandera del Reino Unido   |
| 2010 | Wayne Warner    | «Something Going On»                                    | Bandera de Estados Unidos |
| 2010 | Matthias Reim   | «Wilde Tränen»                                          | Bandera de Alemania       |
| 2010 | Albert Hammond  | «Nothing Is Gonna Stop Us Now»                          | Bandera del Reino Unido   |
| 2011 | Laura Zen       | «Eternal Flame / Amour Éternel»                         | Bandera de Francia        |
| 2011 | Fanny Llado     | «Si Demain... (Turn Around)»                            | Bandera de Francia        |
| 2013 | Vince Gill      | «What You Need From Me»                                 | Bandera de Estados Unidos |
| 2014 | Rhydian         | «Miserere»                                              | Bandera del Reino Unido   |
| 2014 | Spike           | «Fortune»                                               | Bandera de Estados Unidos |
| 2016 | Frankie Miller  | «True Love»                                             | Bandera de Estados Unidos |
| 2017 | Axel Rudi Pell  | «Love's Holding On»                                     | Bandera de Alemania       |
| 2019 | Rod Stewart     | «Battle of the Sexes»                                   | Bandera del Reino Unido   |
| 2019 | Francis Rossi   | «Someone's Rockin' Your Heart»                          | Bandera del Reino Unido   |
| 2019 | Cliff Richard   | «Taking Control»                                        | Bandera del Reino Unido   |

### Duetos bilingües
Tyler ha grabado varios duetos bilingües. La primera versión salió en 1986; «Sem Limites Pra Sonhar» con el cantante brasileño Fábio Jr.. La canción fue un éxito en América del Sur. Fábio grabó su voz en portugués, y Tyler íntegramente en inglés.
En 2003, la cantante francesa Kareen Antonn se acercó a Tyler para grabar una versión bilingüe de «Total Eclipse of the Heart». La pista se tituló «Si demain... (Turn Around)» y llegó a la cima de las listas francesas durante diez semanas. Este fue el primer dueto en el que Tyler también cantó en otro idioma. En 2004, Tyler grabó en inglés y alemán en «Vergiß Es (Forget It)», con el cantante alemán Matthias Reim. También grabaron «Wilden Tränen», que fue presentado en el álbum de Matthias Reim Sieben Leben (2010).
El último dúo bilingüe de Tyler fue grabado con Rhydian Roberts. La canción «Miserere» en inglés e italiano para el álbum de Rhydian Roberts One Day Like This.

## Banda
La banda en vivo de Tyler se compone actualmente de:
- Keith Atack

Keith Atack (nacido el 5 de abril de 1959) es uno de los dos guitarristas de la banda de Tyler, y es también un miembro de la banda The Illegal Eagles.
- Matt Prior

Matt Prior es el segundo guitarrista principal de la banda de Tyler. Fue coproducido sus álbum Heart Strings con Tyler en el tiempo gerente David Aspen, y también ha trabajado con músicos como Nick Mason, Paul Carrack y Mickey Most.
- Ed Poole

Ed Poole es el bajista de la banda de Tyler. Poole es un artista en solitario, así como bajista para la banda de rock Romeo's Daughter.
- John Young

John Young (nacido el 31 de mayo de 1956) ha venido desempeñando las teclas en la banda de Tyler desde 1993, y también es líder de la John Young Band. Su álbum debut Lifesigns fue lanzado en enero de 2013.
- Grahame Rolfe

Grahame Rolfe es el baterista y percusionista de la banda.

## Filantropía
Bonnie Tyler apareció en un álbum de caridad de 2007 llamado Over the Rainbow. El evento fue filmado y editado en la serie de televisión británica Challenge Anneka, en el que el presentador Anneka Rice se fijó el reto de armar un álbum de la compilación de trece temas conformado por canciones de los musicales en cinco días y organizar un concierto promocional para el lanzamiento del CD. Los fondos fueron a la caridad de la casa de confianza de los niños con discapacidad. Tyler seleccionó «I Don't Know How to Love Him» de uno de sus musicales favoritos, Jesucristo Superstar.
El 1 de noviembre de 2009, Tyler se unió a artistas como Escala, Joss Stone y Bananarama en un concierto benéfico en apoyo de la investigación del cáncer de mama. Se celebró en el Royal Albert Hall como un recaudador de fondos para Pinktober. Al año siguiente, Tyler encabezó un concierto de caridad en Nueva Zelanda junto a Leo Sayer.
En noviembre de 2012, Tyler donó una chaqueta de mezclilla diamante-tachonado para ayudar a recaudar fondos. En el 2013, Tyler regrabó «Holding Out for a Hero» para la BBC Children in Need, con dos clips promocionales, con el lema «ser un héroe» para alentar al público en la campaña de recaudación de fondos de la caridad.

### Actividades de caridad
Además de conciertos, Tyler ha estado involucrada en varias organizaciones de caridad, tanto en casa como en el extranjero. En Portugal, fue nombrada como el patrono de la AAG basadas en Guía (Asociación de Caridad Animal), que ayuda a los animales callejeros heridos, hambrientos y afligidos a través de los gustos de los programas de alimentación y cuidados veterinarios. El 11 de junio de 2013, fue nominada por la terapia de Bobath Children Centre de Gales para el Pride of Britain Awards y apoyó a Swansea Bay en ser nombrada la «Ciudad de la Cultura 2017», en noviembre de 2013.

## Cantautora
Aunque la composición nunca ha sido una parte importante de la carrera de Tyler, ha coescrito diversas canciones como: «Gonna Get Better» y «Sayonara Tokyo», que fue escrita con su hermano, Paul Hopkins.
En 2001, Tyler coescribió cuatro canciones con Gary Pickford-Hopkins en su 'disco' 'GPH', e hizo un dueto con él en la canción «Loving You Means Leaving You». Tyler también participó en la escritura de varias canciones para su álbum de 2005 Wings, incluyendo sus sencillos «Louise» y «Celebrate».

## Vida privada
Tras el éxito mundial en la década de 1980, Tyler y su esposo Robert Sullivan decidieron tratar de tener un bebé cuando ella tenía 39 años de edad. Tyler sufrió un aborto y no concibió otra vez.
Desde el año 1988 Tyler y su marido son dueños de una casa en Mumbles en Gales. También tiene una propiedad de cinco dormitorios en el Algarve (Albufeira, al sur de Portugal), después de que Tyler grabó uno de sus discos allí a finales del de 1970 y fue donde la pareja pasó la mayor parte del año. En 2005, Tyler fue filmada para un show polaco de entretenimiento televisivo llamado Zacisze Gwiazd, que explora las casas de actores y músicos famosos. A partir de 2009, la propiedad fue derribada y reemplazada por una casa de 10 000 pies cuadrados (930 m²) con vista a la playa de Santa Eulália en Albufeira.
En una entrevista de 2013, Tyler declaró que su granja en Nueva Zelanda se había convertido en una granja lechera, 12 años después de que originalmente compró la tierra. En la misma entrevista también dijo que es propietaria de una cantera con su marido.
Algunos de los hermanos de Tyler también han tenido éxito en el negocio de la música. Su hermano, Paul Hopkins, es cantante de la banda local de Swansea, Sol CabCo. Él coescribió la mayor parte de canciones Lado B de Tyler, en la década de 1980, incluyendo «Time» y «Gonna Get Better», así como la composición de algunas canciones para sus discos, tales como «The Reason Why» de All in One Voice. La hermana de Tyler, Avis Hopkins, figura en la banda sonora del musical de Mal Pope Cappuccino Girls, donde interpretó la canción, «Hoy es mi cumpleaños». Avis Hopkins cambió su nombre en 1980 por Amanda Scott y lanzó el tema «Lies» en 1988.
A través de su marido, Tyler se relacionó con la actriz Catherine Zeta-Jones y asistió a su boda con Michael Douglas, donde cantó «Total Eclipse of the Heart».

## Legado

### Logros y carrera musical
Ambos «Total Eclipse of the Heart» e «It's a Heartache» han estimado ventas de más de 6 millones de unidades, y se han añadido a la lista de más vendidos de todos los tiempos.
El anterior director de Tyler, David Aspden dirigió los mercados de la música del Reino Unido y de Estados Unidos en la década de 1980, aunque el éxito no fluctuó. Él decidió basar a Tyler en Alemania, donde en el momento que el Muro de Berlín estaba en su lugar. «Solíamos ir a través de Checkpoint Charlie en Alemania Oriental. Las personas no se les permitía escuchar la radio normal, no se les permitió mirar cualquier televisión europea y no se les permitía comprar discos. Pero cuando cayó el muro, las ventas de Bonnie se duplicaron durante la noche, y fue increíble, tenían acceso a la música, y ellos nunca se olvidaron de cómo ella se sacrificó en ir a Alemania del este, donde nadie más podría ir», declaró el marido de Tyler.
También fue uno de los primeros artistas occidentales en recorrer la Unión Soviética.

### Premios, nominaciones y galardones

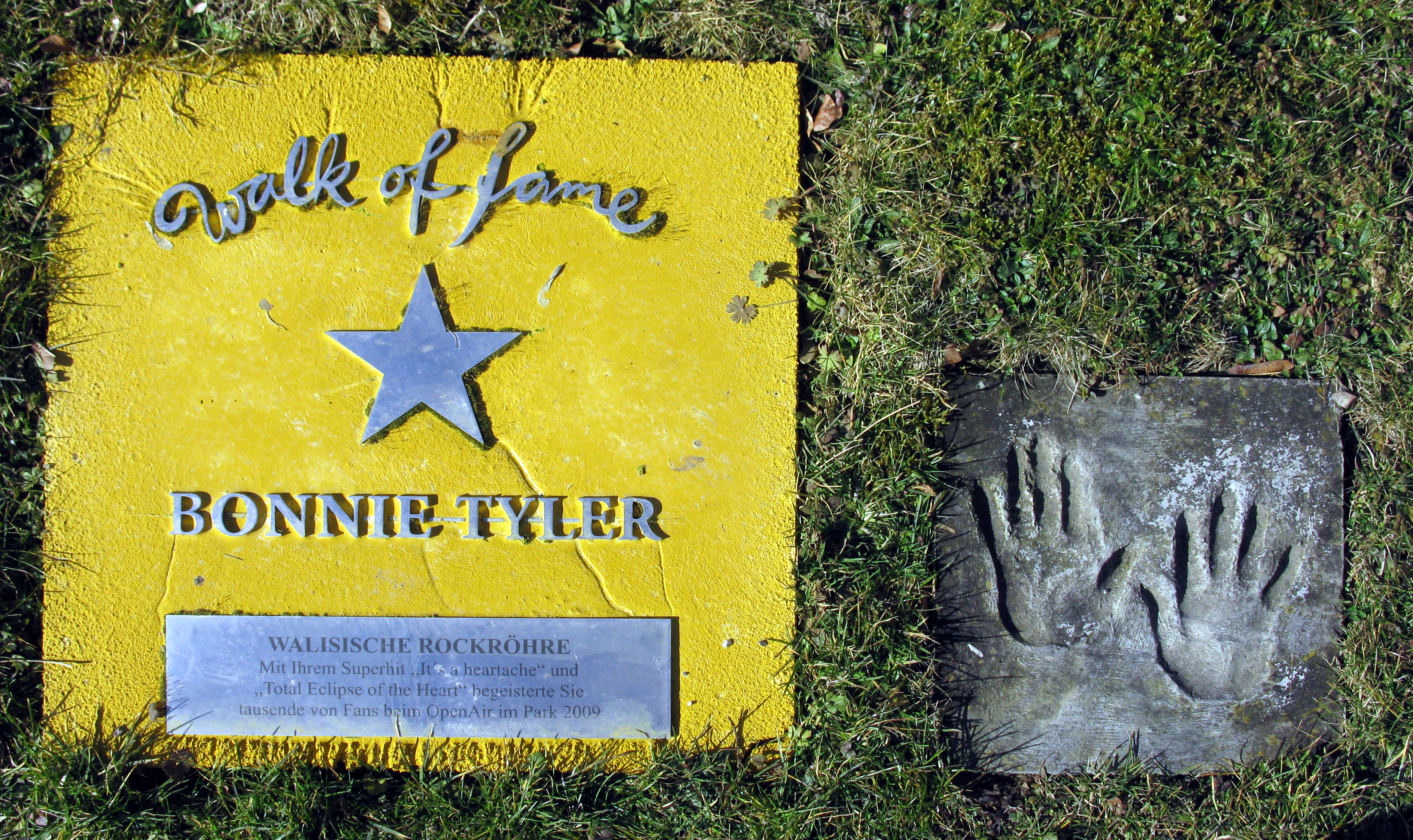
Bonnie Tyler en el Paseo de la Fama, en el parque del balneario de Bad Krozingen.

El primer premio prolífico de Tyler lo ganó en el 10.º Festival Yamaha Music en 1979, donde Tyler representó al Reino Unido con su sencillo «Sitting on the Edge of the Ocean». Su éxito continuó después de que ella ganó tres premios Goldene Europa, uno Premio Echo (en 1994, y una nominación en 1993) y el Premio Steiger por su destacada trayectoria. Además, recibió tres nominaciones al Grammy en la década de 1980 y tres nominaciones a los premios Brit.
A raíz de las secuelas del Festival de la Canción de Eurovisión 2013, el concurso de Radio Eurovisión otorgó sus premios anuales, los premios ESC Radio en los que Tyler fue nombrada la primera representante del Reino Unido en recibir dos premios. Ella ganó como la mejor canción (con «Believe in Me») y mejor cantante femenina.
Además de premios de música, Tyler ha recibido honores locales en Gales, por su «contribución en todo el mundo de toda la vida en el campo del entretenimiento». La universidad de Swansea otorga a Tyler un doctorado honorario en julio de 2013 y fue nombrada médico de la literatura. En octubre de 2013, Tyler se presentó en la Academia Británica de Compositores y Autores (Basca) en donde recibió un premio en el Hotel Savoy, de Londres.

## Discografía

### Álbumes de estudio
- The World Starts Tonight (1977)
- Natural Force (1978)
- Diamond Cut (1979)
- Goodbye to the Island  (1981)
- Faster Than the Speed of Night (1983)
- Secret Dreams and Forbidden Fire  (1986)
- Hide Your Heart (1988)
- Bitterblue  (1991)
- Angel Heart (1992)
- Silhouette in Red  (1993)
- Free Spirit  (1995)
- All in One Voice (1999)
- Heart Strings  (2003)
- Simply Believe (2004)
- Wings (2005)
- Rocks and Honey (2013)
- Between the Earth and the Stars (2019)

## Giras
Aunque Tyler ha tenido una extensa carrera discográfica, para ella los conciertos en vivo, son la parte principal de su carrera. Ella se ha embarcado en cinco giras oficiales:
- 1988: Hide Your Heart Tour
- 1994: Silhouette in Red Tour
- 1996: Free Spirit Tour
- 2003: Heart Strings Tour
- 2013: Sudáfrica Tour 2013

### Participación en giras de otros artistas
- 2010: gira por Australia con Robin Gibb.[169]
- 2012:"Quofestive con Status Quo y Eddie and the Hot Rods.[91]
- 2013: Rock Meets Classic, con la Orquesta Sinfónica Bohemia de Praga.[170]

## Filmografía

### Cine
| Cine | Cine                             | Cine       | Cine                                                     |
| Año  | Película                         | Papel      | Notas                                                    |
| ---- | -------------------------------- | ---------- | -------------------------------------------------------- |
| 1979 | The World Is Full of Married Men | Ella misma | Interpreta tema de la película al inicio de los créditos |
| 1998 | Der König von St. Pauli          | Ella misma | Interpreta «He's the King» y «You Are a Woman»           |